# Drittanbieter
Ein Drittanbieter (eine Lehnübersetzung des englischen third-party vendor und dieses gebildet aus third-party oder third party für „Dritt-“ oder „Dritte[r]“) oder Fremdanbieter ist – hauptsächlich im EDV- oder IT-Bereich – eine Person oder ein Unternehmen, welches Zusatzleistungen oder -Komponenten, wie Ersatzteile für Produkte und Produktfamilien anbietet, ohne dem Anbieter des Produktes (Erstanbieter) anzugehören oder von ihm (als Zweitanbieter) beauftragt zu sein. Der Hersteller wird entsprechend Dritthersteller (englisch third-party manufacturer) oder Fremdhersteller genannt. Die Begriffe werden häufig bedeutungsgleich genutzt, da der Hersteller im Großhandel auch meist als Anbieter auftritt.
Als Third-Party-Test (aus englisch third party test) wird eine Test- oder Versuchsreihe von einem akkreditierten, zertifizierten, unabhängigen Labor oder Institut bezeichnet. Wegen der neutralen, unabhängigen Bewertung, werden diese Ergebnisse (eines unabhängigen Dritten) eigenständigen Tests und Untersuchungen von Herstellern vorgezogen oder verlangt.
Im Marketing sind die Begriffe weit verbreitet, beispielsweise für Anbieter von Pkw-Ersatzteilen und Zubehör (etwa Fußmatten), Unterhaltungselektronik (etwa Ladegeräten), Telefongesellschaften und vielem mehr.

## Drittanbieter bei Computerspielen
Der Begriff verbreitete sich unter anderem durch Video- und Computerspiele (in diesem Zusammenhang eher Third-Party Developer, englisch für „Drittentwickler“). In der Videospielbranche ist es üblich, dass fremde Unternehmen Produkte für die Plattformen (zum Beispiel Playstation oder Wii) der sogenannten Ersthersteller vertreiben dürfen (siehe dazu auch Video Game Crash). Während in der Frühzeit der Videospiele die wichtigsten Spieletitel noch von den Herstellern der Plattformen selbst kamen, hat die Bedeutung der Dritthersteller stets zugenommen. Heutzutage kämpfen die Ersthersteller (momentan nur Sony, Nintendo und Microsoft) oftmals um Exklusivrechte bestimmter Spieletitel oder -reihen der Dritthersteller, damit diese ausschließlich auf ihrer jeweiligen Konsole erscheinen.

## Drittanbieter im Zahlungsverkehr
Im Zusammenhang mit dem Zahlungsverkehr und der überarbeiteten Zahlungsdiensterichtlinie (PSD 2) versteht man unter Third Party Provider (TPP) Drittanbieter, welche über Programmierschnittstellen (APIs) Zugang zu Kundenkonten erhalten.